# Nacogdoches
Nacogdoches – miasto będące siedzibą administracyjną hrabstwa Nacogdoches, w stanie Teksas, w Stanach Zjednoczonych. Według spisu w 2020 roku liczy 32,1 tys. mieszkańców, w tym 26,5% to czarni lub Afroamerykanie i 18,8% to Latynosi.

## Ludzie związani z Nacogdaches
- Oscar P. Austin – żołnierz odznaczony Medalem Honoru
- Brandon Belt – baseballista
- Clint Dempsey – piłkarz
- Don Henley – piosenkarz, perkusista, członek amerykańskiej grupy Eagles
- Philip Humber – baseballista
- Kay Bailey Hutchison – polityk, senator

## Miasta partnerskie
- Natchitoches, Luizjana

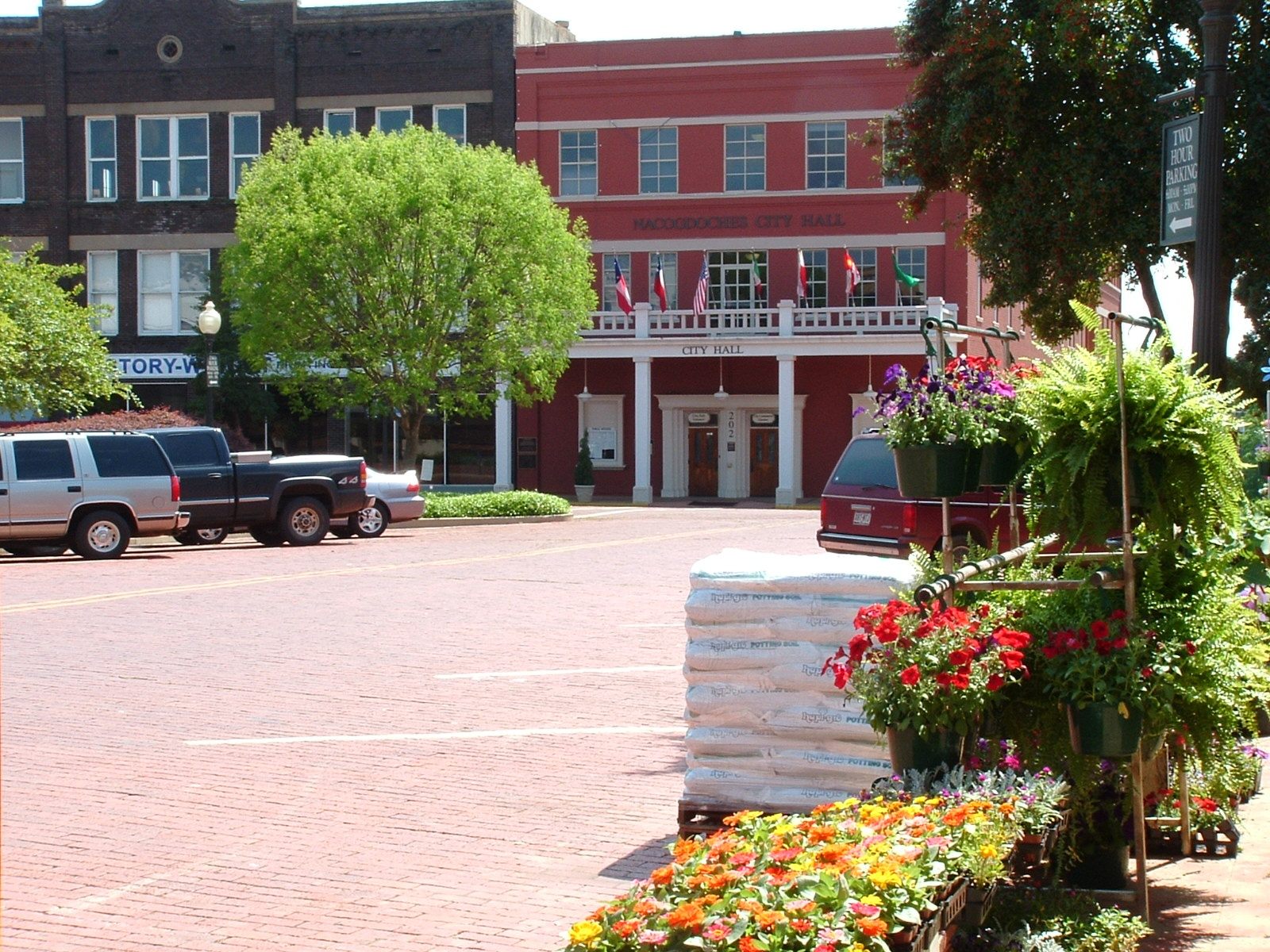
Historyczny ratusz w Nacogdoches.